# A Dominikai Köztársaság az 1984. évi nyári olimpiai játékokon
A Dominikai Köztársaság az egyesült államokbeli Los Angelesben megrendezett 1984. évi nyári olimpiai játékok egyik részt vevő nemzete volt. Az országot az olimpián 7 sportágban 19 sportoló képviselte, akik összesen 1 érmet szereztek. A Dominikai Köztársaság első érmét szerezte az olimpiai játékok történetében.

## Érmesek
| Érem  | Versenyző     | Sportág   | Versenyszám |
| ----- | ------------- | --------- | ----------- |
| Bronz | Pedro Nolasco | Ökölvívás | Harmatsúly  |

## Atlétika
Férfi
| Versenyző        | Versenyszám | Előfutam      | Előfutam      | Előfutam      | Elődöntő | Elődöntő | Elődöntő | Döntő   | Döntő    |
| Versenyző        | Versenyszám | Idő           | Hely.         | Össz.         | Idő      | Hely.    | Össz.    | Idő     | Helyezés |
| ---------------- | ----------- | ------------- | ------------- | ------------- | -------- | -------- | -------- | ------- | -------- |
| Ruddy Cornielle  | 5000 m      | 17:16,77      | 14.           | 53.           | kiesett  | kiesett  | kiesett  | kiesett | kiesett  |
| Ruddy Cornielle  | 10 000 m    | nem ért célba | nem ért célba | nem ért célba |          |          |          | kiesett | kiesett  |
| Modesto Castillo | 110 m gát   | 14,05         | 5.            | 12.*          | kiesett  | kiesett  | kiesett  | kiesett | kiesett  |

Női
| Versenyző          | Versenyszám | Előfutam | Előfutam | Előfutam | Negyeddöntő | Negyeddöntő | Negyeddöntő | Elődöntő | Elődöntő | Elődöntő | Döntő   | Döntő    |
| Versenyző          | Versenyszám | Idő      | Hely.    | Össz.    | Idő         | Hely.       | Össz.       | Idő      | Hely.    | Össz.    | Idő     | Helyezés |
| ------------------ | ----------- | -------- | -------- | -------- | ----------- | ----------- | ----------- | -------- | -------- | -------- | ------- | -------- |
| Felicia Candelario | 100 m       | 12,12    | 4.       | 34.      | kiesett     | kiesett     | kiesett     | kiesett  | kiesett  | kiesett  | kiesett | kiesett  |
| Divina Estrella    | 100 m       | 12,25    | 8.       | 37.      | kiesett     | kiesett     | kiesett     | kiesett  | kiesett  | kiesett  | kiesett | kiesett  |
| Divina Estrella    | 200 m       | 24,72    | 4.       | 19.      | 24,98       | 7.          | 28.         | kiesett  | kiesett  | kiesett  | kiesett | kiesett  |

* - egy másik versenyzővel azonos eredményt ért el

## Birkózás
Kötöttfogású
| Versenyző       | Versenyszám | Vigaszágas kiesés                                                        | Vigaszágas kiesés | 5. helyért        | Bronz- mérkőzés   | Döntő             | Helyezés    |
| Versenyző       | Versenyszám | Ellenfél Eredmény                                                        | Hely.             | Ellenfél Eredmény | Ellenfél Eredmény | Ellenfél Eredmény | Helyezés    |
| --------------- | ----------- | ------------------------------------------------------------------------ | ----------------- | ----------------- | ----------------- | ----------------- | ----------- |
| Servio Severino | 57 kg       | B csoport · Frank Famiano (USA) · 0–13 · Pasquale Pasarelli (FRG) · 2–16 | 7.                | kiesett           | kiesett           | kiesett           | helyezetlen |

Szabadfogású
| Versenyző       | Versenyszám | Vigaszágas kiesés                                                 | Vigaszágas kiesés | 5. helyért        | Bronz- mérkőzés   | Döntő             | Helyezés    |
| Versenyző       | Versenyszám | Ellenfél Eredmény                                                 | Hely.             | Ellenfél Eredmény | Ellenfél Eredmény | Ellenfél Eredmény | Helyezés    |
| --------------- | ----------- | ----------------------------------------------------------------- | ----------------- | ----------------- | ----------------- | ----------------- | ----------- |
| Servio Severino | 57 kg       | B csoport · Zoran Šorov (YUG) · 5–17 · a 2. fordulóban nem indult | 8.                | kiesett           | kiesett           | kiesett           | helyezetlen |

## Cselgáncs
| Versenyző        | Versenyszám  | Csoport | Selejtező                             | 32-es főtábla                         | Nyolcaddöntő           | Negyeddöntő       | Elődöntő          | Vigaszág nyolcaddöntő | Vigaszág negyeddöntő  | Vigaszág elődöntő | Bronz- mérkőzés   | Döntő             | Helyezés |
| Versenyző        | Versenyszám  | Csoport | Ellenfél Eredmény                     | Ellenfél Eredmény                     | Ellenfél Eredmény      | Ellenfél Eredmény | Ellenfél Eredmény | Ellenfél Eredmény     | Ellenfél Eredmény     | Ellenfél Eredmény | Ellenfél Eredmény | Ellenfél Eredmény | Helyezés |
| ---------------- | ------------ | ------- | ------------------------------------- | ------------------------------------- | ---------------------- | ----------------- | ----------------- | --------------------- | --------------------- | ----------------- | ----------------- | ----------------- | -------- |
| Jaime Casanova   | Váltósúly    | A       | Rob Henneveld (NED) · mérkőzés nélkül | kiesett                               | kiesett                | kiesett           | kiesett           |                       |                       |                   |                   |                   | 34.      |
| John Adams       | Félnehézsúly | B       |                                       | Ha Hjongdzsu (Ha Hyeong-Ju) (KOR) · V |                        |                   |                   |                       | Joseph Meli (CAN) · V | kiesett           | kiesett           |                   | 9.       |
| Desiderio Lebron | Nehézsúly    | B       |                                       |                                       | Khalif Diouf (SEN) · V | kiesett           | kiesett           |                       |                       |                   |                   |                   | 11.      |

## Műugrás
Férfi
| Versenyző          | Versenyszám        | Selejtező | Selejtező | Döntő   | Döntő    |
| Versenyző          | Versenyszám        | Pont      | Helyezés  | Pont    | Helyezés |
| ------------------ | ------------------ | --------- | --------- | ------- | -------- |
| Fernando Henderson | Egyéni műugrás     | 492,15    | 19.       | kiesett | kiesett  |
| Reynaldo Castro    | Egyéni műugrás     | 485,16    | 20.       | kiesett | kiesett  |
| César Henderson    | Egyéni toronyugrás | 464,52    | 16.       | kiesett | kiesett  |

## Ökölvívás
| Versenyző        | Versenyszám | Selejtező                        | 32-es főtábla                  | Nyolcaddöntő                 | Negyeddöntő                              | Elődöntő                    | Döntő             | Helyezés |
| Versenyző        | Versenyszám | Ellenfél Eredmény                | Ellenfél Eredmény              | Ellenfél Eredmény            | Ellenfél Eredmény                        | Ellenfél Eredmény           | Ellenfél Eredmény | Helyezés |
| ---------------- | ----------- | -------------------------------- | ------------------------------ | ---------------------------- | ---------------------------------------- | --------------------------- | ----------------- | -------- |
| Jesús Beltre     | Papírsúly   |                                  | erőnyerő                       | Rafael Ramos (PUR) · 1:4     | kiesett                                  | kiesett                     | kiesett           | 9.       |
| Laureano Ramírez | Légsúly     |                                  | Rubén Carballo (ARG) · RSC     | José Rodríguez (PUR) · 5:0   | Ibrahim Bilali (KEN) · 0:5               | kiesett                     | kiesett           | 5.       |
| Pedro Nolasco    | Harmatsúly  | Ljubiša Simić (YUG) · 4:1        | John Siryakibbe (UGA) · 5:0    | John John Molina (PUR) · 3:2 | Mun Szonggil (Mun Seong-Gil) (KOR) · RSC | Maurizio Stecca (ITA) · 0:5 | kiesett           |          |
| Abraham Mieses   | Pehelysúly  | erőnyerő                         | Christopher Mwamba (ZAM) · 4:1 | Turgut Aykaç (TUR) · RSC     | kiesett                                  | kiesett                     | kiesett           | 9.       |
| Angel Beltre     | Könnyűsúly  | Dalbahadur Ranamagar (NEP) · 5:0 | Christopher Ossai (NGR) · RSC  | kiesett                      | kiesett                                  | kiesett                     | kiesett           | 17.      |
| Virgilio Frias   | Nehézsúly   |                                  | Alex Stewart (JAM) · KO        | kiesett                      | kiesett                                  | kiesett                     | kiesett           | 17.      |

RSC – a mérkőzésvezető megállította a mérkőzést

## Szinkronúszás
| Versenyző                   | Versenyszám | Selejtező           | Selejtező           | Selejtező       | Selejtező  | Selejtező  | Döntő           | Döntő      | Döntő      |
| Versenyző                   | Versenyszám | Technikai gyakorlat | Technikai gyakorlat | Zenés gyakorlat | Összesítés | Összesítés | Zenés gyakorlat | Összesítés | Összesítés |
| Versenyző                   | Versenyszám | Pont                | Hely.               | Pont            | Pont       | Hely.      | Pont            | Pont       | Helyezés   |
| --------------------------- | ----------- | ------------------- | ------------------- | --------------- | ---------- | ---------- | --------------- | ---------- | ---------- |
| Maribel Solis               | Egyéni      | 79,434              | 36.                 | kiesett         | kiesett    | kiesett    | kiesett         | kiesett    | kiesett    |
| Ximena Carias               | Egyéni      | 76,199              | 41.                 | kiesett         | kiesett    | kiesett    | kiesett         | kiesett    | kiesett    |
| Maribel Solis Ximena Carias | Páros       | 77,817              | 14.                 | 80,20           | 158,017    | 14.        | kiesett         | kiesett    | kiesett    |

## Vitorlázás
Férfi
| Versenyző       | Versenyszám     | Futam   | Futam | Futam | Futam | Futam | Futam | Futam  | Pontszám | Helyezés |
| Versenyző       | Versenyszám     | 1       | 2     | 3     | 4     | 5     | 6     | 7      | Pontszám | Helyezés |
| --------------- | --------------- | ------- | ----- | ----- | ----- | ----- | ----- | ------ | -------- | -------- |
| Antonio Esteban | Szörfvitorlázás | (45,0*) | 37,0  | 36,0  | 39,0  | 38,0  | 41,0  | 45,0** | 236,0    | 36.      |

* - nem ért célba

** - kizárták